# Crossroad (álbum)
Crossroad é o oitavo álbum de estúdio de Masami Okui. Foi lançado em 4 de setembro de 2002 pela King Records e possui 13 faixas.

## Produção
Pela primeira vez, Okui não trabalhou com Toshiro Yabuki. Também é o primeiro álbum que produz sozinha. Também é a primeira vez em que nenhuma música é usada para algum anime ou outra obra de ficção.

## Recepção
O álbum ficou duas semanas no Oricon Albums Chart, chegando à 34ª posição.
O CD Journal disse que "o álbum é como uma música pop que não se estica demais", enfatizando a melodia como popular, receptiva e direta.

## Faixas
| N.º            | Título                          | Letras               | Música         | Arranjo                  | Duração |  |
| 1.             | "Scramble"                      | M. Okui              | M. Okui        | Monta                    | 5:24    |  |
| 2.             | "Love Rocket in Natte"          | M. Okui              | M. Okui        | Monta                    | 4:43    |  |
| 3.             | "Kimi to Boku ni Dekiru Koto"   | M. Okui              | M. Okui        | YAMACHI                  | 4:44    |  |
| 4.             | "Happy Place"                   | M. Okui              | M. Okui        | D.R.Y                    | 4:14    |  |
| 5.             | "Strawberry Fields"             | M. Okui              | M. Okui        | Monta                    | 5:20    |  |
| 6.             | "Stillness"                     | M. Okui e Jun Ohtomo | J. Ohtomo      | YAMACHI                  | 5:24    |  |
| 7.             | "Mission"                       | M. Okui              | M. Okui        | Monta                    | 4:44    |  |
| 8.             | "Necessary"                     | M. Okui              | M. Okui        | Takayuki Yasuda e HAYA10 | 4:47    |  |
| 9.             | "Be Free"                       | M. Okui              | M. Okui        | Hideyuki Suzuki          | 4:53    |  |
| 10.            | "Bird"                          | M. Okui              | M. Okui        | D.R.Y                    | 4:45    |  |
| 11.            | "High High High"                | M. Okui              | Monta          | Monta                    | 4:16    |  |
| 12.            | "Iiwake"                        | M. Okui              | M. Okui        | YAMACHI                  | 4:42    |  |
| 13.            | "Nemurenai Yoru ga Kureta Mono" | M. Okui              | M. Okui        | Monta e escargo          | 3:49    |  |
| Duração total: | Duração total:                  | Duração total:       | Duração total: | Duração total:           | 61:45   |  |